# Monaghan GAA
Le Monaghan County Board of the Gaelic Athletic Association ou plus simplement Monaghan GAA est une sélection de sports gaéliques basée dans la province de l’Ulster. Elle est responsable de l’organisation des sports gaéliques dans le Comté de Monaghan et des équipes qui le représentent dans les rencontres inter-comtés. 

## Histoire
La présence du football gaélique dans le Comté de Monaghan est connue depuis le début du XIXe siècle. En 1806, un poème fait mention d’un match se déroulant à Inniskeen.
Monaghan a connu une période faste en football gaélique pendant la période 1914-1930 où le comté dominait complètement le championnat d'Ulster. Il a été le premier comté d’Ulster à parvenir en finale du Championnat d'Irlande de football gaélique (All-Ireland). En 1930 Monaghan bat en demi-finale Kildare GAA mais se fait battre à plate couture en finale par Kerry GAA 3-11 à 0-2.

## Palmarès

### Football gaélique
- All-Ireland Senior Football Championships : 0
  - 1933, 1935, 1947, 1948, 1952
- Ligue nationale de football gaélique : 1
  - 1985
- Ulster Senior Football Championships : 15
  - 1888, 1906, 1914, 1916, 1917, 1921, 1922, 1927, 1929, 1930, 1938, 1979, 1985, 1988, 2013

- Dr. McKenna Cups : 13
  - 1928, 1932, 1934, 1935, 1937, 1948, 1952, 1976, 1979, 1980, 1983, 1995, 2003

#### Joueurs célèbres
7 joueurs de Monaghan ont été All-Star
- Eugene"Nudie"Hughes 3 (1979,1985,1988)
- Ciarán Murray 1 (1985)
- Ray Mc Carron 1 (1986)
- Paddy Linden 1 (1988)
- Tomás Freeman 1 (2007)

### Football gaélique féminin
- All-Ireland Senior Ladies' Football Championships : 2
  - 1996, 1997

#### Joueuses célèbres
11 joueuses de Monaghan ont été All-Star
- Jenny Greenan 7 (1994,95,96,97,98,2001,2002)
- Brenda Mc Anespie 3 (1996,97,99)
- Edel Byrne 3 (1998,99,2002)
- Niamh Kindlon 2 (1998,2002)
- Mairead Kelly 2(1996,97)
- Margaret Kierans 2 (1996,98)
- Linda Farrelly 1 (1996)
- Angela Larkin 1 (1997)
- Elieen Mc Elvaney 1 (1998)
- Orla Callan 1 (2002)
- Christina O' Reilly 1 (2004)

### Hurling
- Ulster Senior Hurling Championships : 2
  - 1914, 1915

## Sources
- The Monaghan Gael by Seamus McCloskey 1967.
- Monaghan GAA Centenary History by Seamus McCloskey, 1984.
- Emyvale GAA History Seamus McCloskey, 1984.
- The memory of a loyal Monaghan GAA supporter.